# Tettnang
Tettnang est une ville d'Allemagne, située dans le Land de Bade-Wurtemberg et dans la région de la Souabe. Elle se situe à 7 kilomètres du lac de Constance. La région de Tettnang produit des quantités significatives de houblon, utilisé dans la fabrication de la bière, et l'exporte aux brasseries du monde entier.
Le houblon de Tettnang bénéficie depuis 2010 d'une appellation d'origine du type IGP (indication géographique protégée), Tettnanger Hopfen.

## Géographie

### Situation géographique
La ville se situe dans l'arrière-pays du Bodensee, à 70 mètres d'altitude, permettant d'observer un panorama sur  le Schwäbische Meer (« la mer souabe », c'est-à-dire le lac de Constance) et la chaîne alpine en direction des sommets d'Autriche et de Suisse. Une partie est de Tettnang est implanté sur la région de l'Allgäu.

### Climat
| Mois                | jan. | fév. | mars | avril | mai   | juin  | jui.  | août  | sep. | oct. | nov. | déc. | année |
| ------------------- | ---- | ---- | ---- | ----- | ----- | ----- | ----- | ----- | ---- | ---- | ---- | ---- | ----- |
| Précipitations (mm) | 64,3 | 61,2 | 63,2 | 87,6  | 112,6 | 136,8 | 123,3 | 131,5 | 97,9 | 71,1 | 78,8 | 71,7 | 1 100 |

### Population
- 1450 : environ 650
- 1960 : 7 115
- 1990 : 16 251
- 2000 : 17 432
- 2005 : 18 323
- 2006 : 18 213
- 2007 : 18 467

## Histoire

### Règne des comtes de Montfort
Tettinang ou Tettinac est mentionné pour la première fois en 882 dans un document de l'abbaye de Saint-Gall. Au début du Xe siècle, le château des comtes de Montfort est construit à proximité de la ville. Des privilèges sont donnés à la ville en 1294 par Adolphe de Nassau.

### Règne des Habsbourg
Le règne des comtes de Montfort se termine en 1780 lorsqu'ils vendent leur comté — et le château de Tettnang — à l'Autriche pour payer leurs dettes. Le comté est intégré dans l'Autriche antérieure des Habsbourg.

### Intégration aux Lands allemands modernes
Lors du traité de Presbourg en 1805, Tettlang est rattaché au royaume de Bavière, puis transmis au royaume de Wurtemberg cinq ans plus tard.
Lorsque le Bade, le Wurtemberg-Hohenzollern et le Wurtemberg-Bade fusionnent en 1952, Tettlang est rattaché au nouveau Land de Bade-Wurtemberg.
Tettnang est chef-lieu de son propre arrondissement jusqu'en 1973, date à laquelle il fusionne avec des parties de l'arrondissement d'Überlingen pour former l'arrondissement du Lac de Constance.

## Galerie

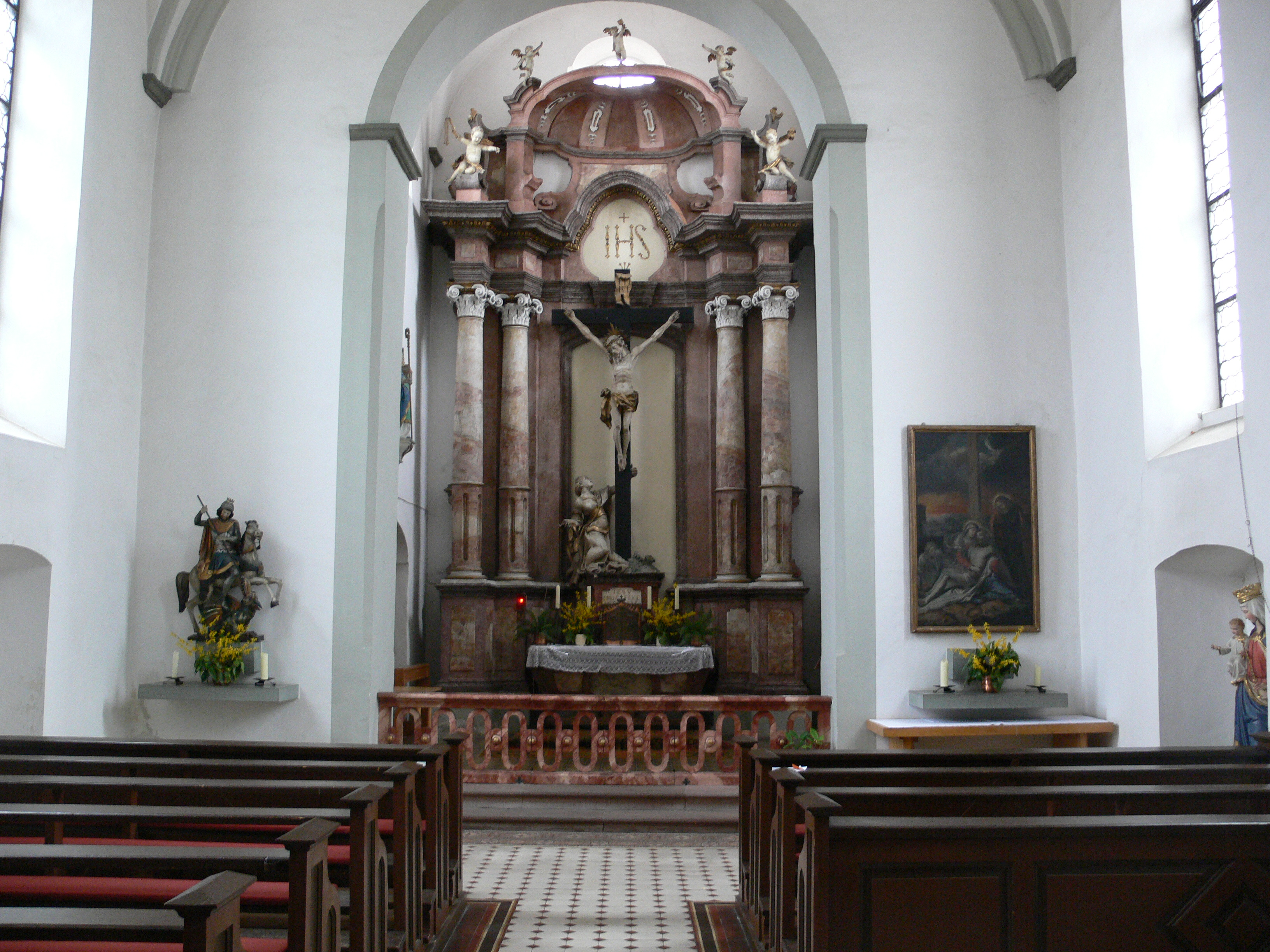
Orgue de l'église Saint-Georges de Tettnang
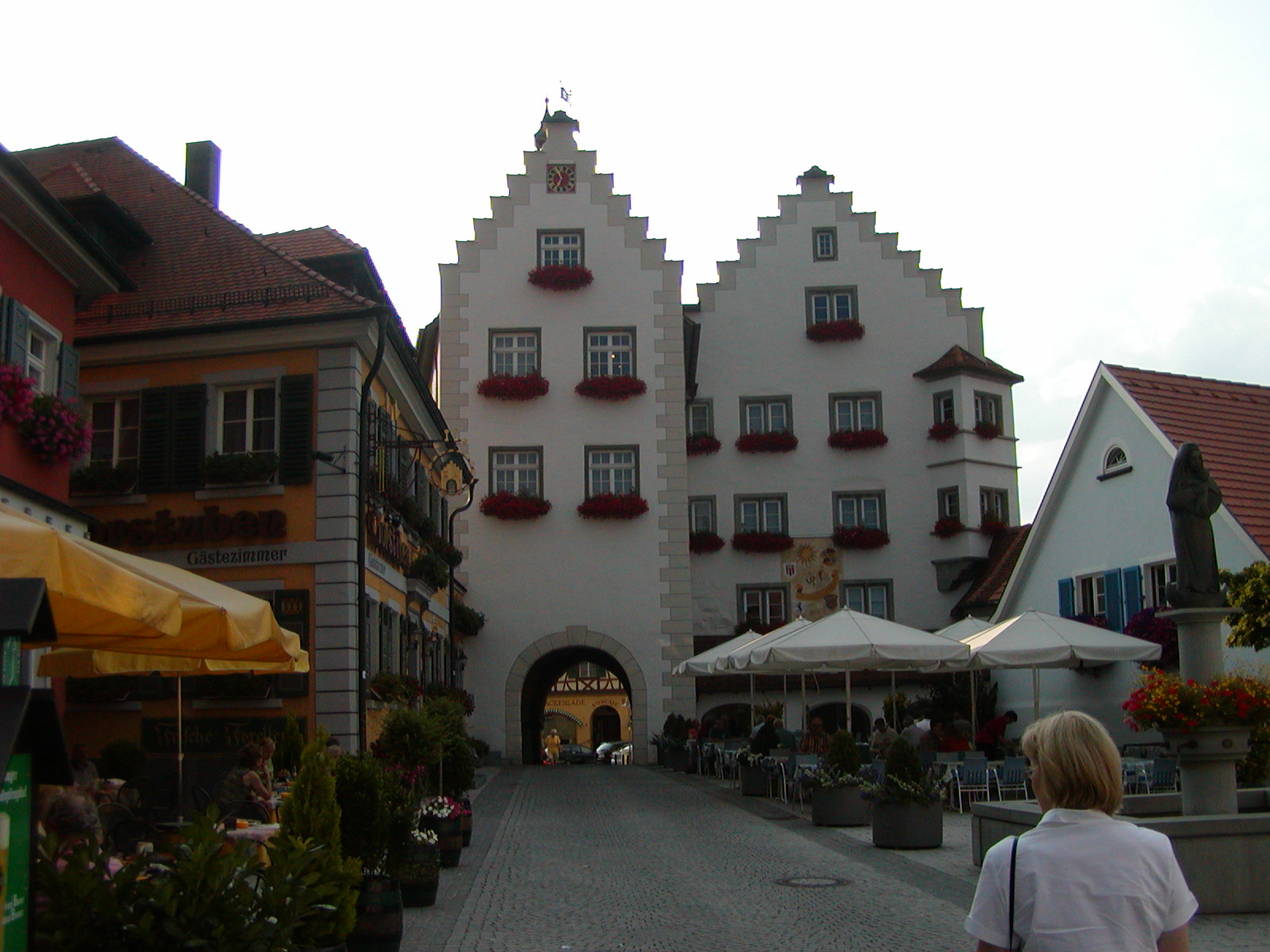
Porte
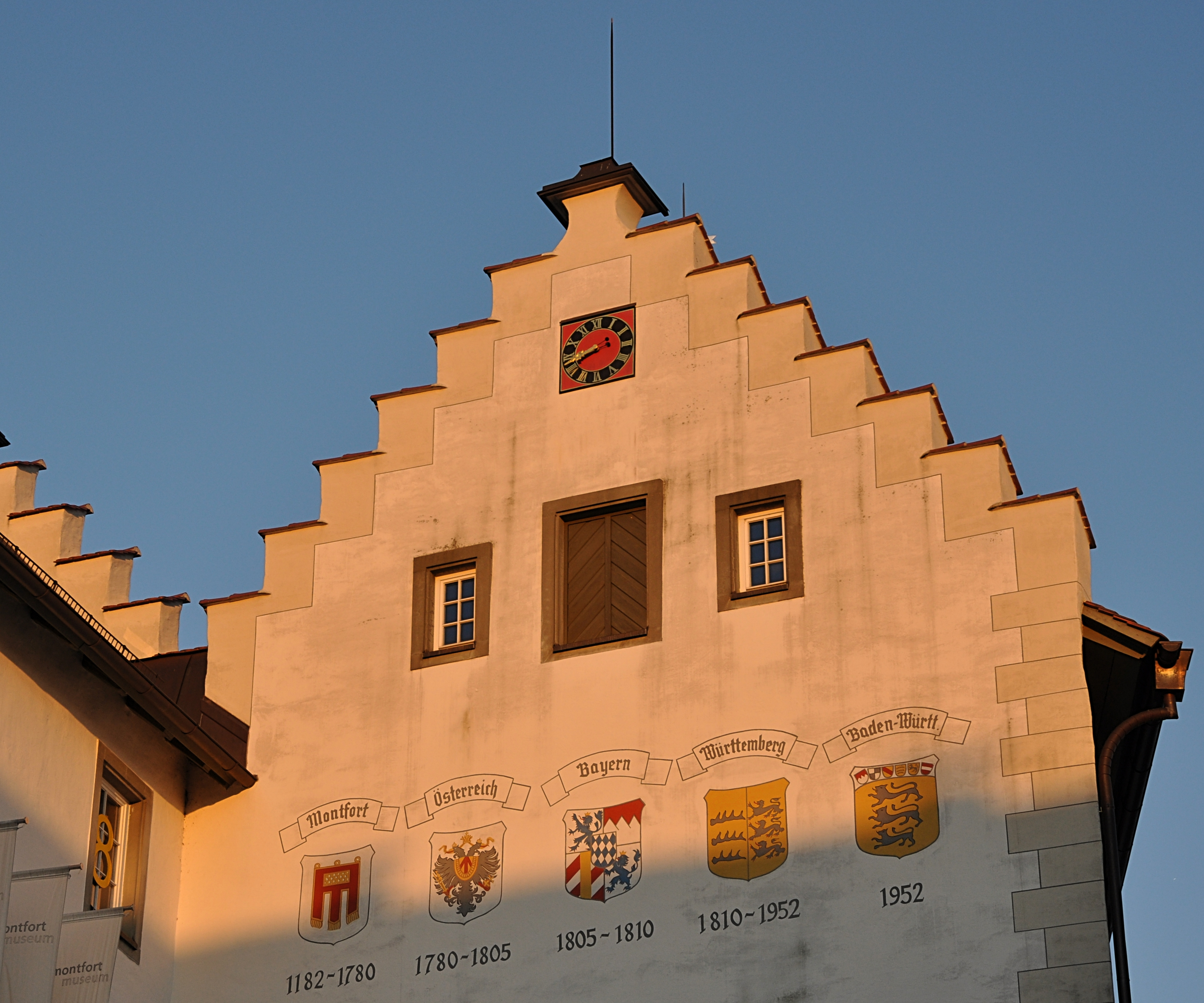
Armoiries sur la porte de la ville
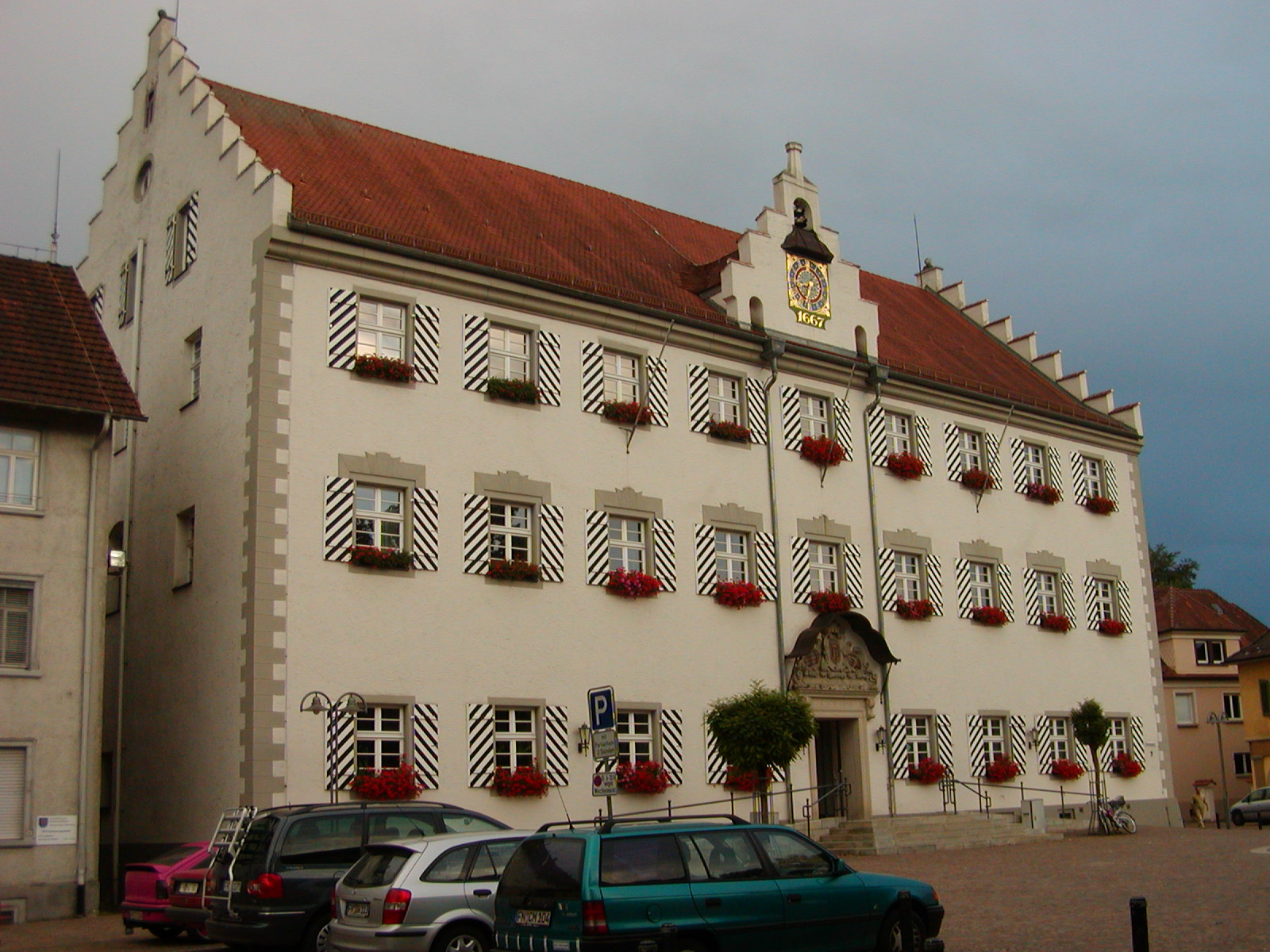
Hôtel de Ville (ancien château)